# Отношения Венесуэлы и Экваториальной Гвинеи
Отношения Венесуэлы и Экваториальной Гвинеи — двусторонние дипломатические отношения между Боливарианской Республикой Венесуэла и Республикой Экваториальная Гвинея.

## История
Обе страны имеют исторические и культурные связи, поскольку они были частью Испанской империи. Африканская работорговля из испанских колоний, позже образовавших Испанскую Гвинею на территории провинции Венесуэла, привела к тому, что часть афро-венесуэльцев имеет этнический компонент происхождения Экваториальной Гвинеи (количественно не определено).
В 1967 году австро-чешский спелеолог Хельмут Страка окрестил пещеру Каракас, расположенную в провинции Ке-Нтем, в честь столицы Венесуэлы.
Дипломатические отношения между Экваториальной Гвинеей и Венесуэлой были установлены 7 мая 1981 года на уровне консульств и поверенных в делах. В 2006 году правительство Венесуэлы повысило уровень посольства своей дипломатической миссии в Малабо, столице Экваториальной Гвинеи. Со своей стороны, правительство Экваториальной Гвинеи открыло свое посольство в Каракасе в 2010 году.
В 2019 году Анатолио Ндонг Мба, делегация Экваториальной Гвинеей, в Совете Безопасности ООН выступила против политического вмешательства США в президентские выборы в Венесуэле в 2018 году, заявив, что это «внутреннее дело суверенной нации» и что «любое решение должно соответствовать конституции Венесуэлы».